# Burg Berghausen
Die abgegangene mittelalterliche Burg Berghausen, auch Miniginhofen genannt,  befindet sich in dem Ortsteil Berghausen der niederbayerischen Gemeinde Aiglsbach im Landkreis Kelheim. Die Reste der Anlage befinden sich unmittelbar südlich der Kirche St. Koloman und werden als Bodendenkmal in der Bayerischen Denkmalliste als „untertägige mittelalterliche und frühneuzeitliche Befunde im Bereich des Maierhauses“ unter der Denkmalnummer D-2-7336-0145 geführt.

## Beschreibung
Die vermutlich im 11. Jahrhundert entstandene Burg stand auf einem pyramidenstumpfförmigen Hügel, der an der Westseite heute noch 5 m emporragt; an der Süd- und Ostseite sind die Aufschüttungen 2 – 3 m hoch, nach Norden zur Kirche gibt es keine Niveauunterschiede im Gelände. Das Plateau der ehemaligen Motte (Turmhügelburg) hat eine Ost-West-Ausdehnung von 25 m und eine Nord-Süd-Ausdehnung von 20 m. Nördlich der Kernburg befand sich ein Vorwerk. Die Zufahrt erfolgte von Nordwesten her. Über das Aussehen der Burg, also ob sie über einen Bergfried verfügt hat oder ob die Gebäude in Form einer Vierung erbaut wurden, liegen keine Informationen vor. In einer Karte um 1600 sind neben dem Kirchturm die Ruinen der Burg zu sehen. Von dem zeitgleich lebenden Philipp Apian wird „Berckhausen alias Münchhausen“ mit „pagus (Dorf), templum (Kirche) und arx (Burg)“ beschrieben. Die Burg wurde endgültig im Dreißigjährigen Krieg zerstört.
Danach wurde an seiner Stelle das Maierhaus („Schloss Berghausen“) errichtet. Dieses ist ein zweigeschossiger Mansardwalmbau. Besonderheiten sind die Eckrustizierung und eine Aufzugsgaube über dem Eingang. Das Maierhaus wurde in der ersten Hälfte des 18. Jahrhunderts errichtet und steht unter Denkmalschutz (Denkmalnummer D-2-73-113-5).
Zu dem Ensemble gehört auch die katholische Filialkirche St. Koloman, die ehemals die Burgkapelle war. Diese erscheint urkundlich erstmals 1508, damals war sie aber der „seligsten Jungfrau“ geweiht.

## Geschichte
Das Bauwerk wurde von dem Ortsadelsgeschlecht der Herren von Miniginhofen (auch Mynhausen,  Mynnhawsen, Minenhausen oder Munchhausen genannt), wie der frühere Name von Berghausen lautete, errichtet. Diese Familie erscheint in zahlreichen Urkunden zwischen 1080 und 1185/89. Bekannt sind in diesem Zeitraum 29 Männer, die als Tradenten, Salmänner oder Zeugen auftauchen. Das Ende dieser Familie wird mit der Teilnahme am Dritten Kreuzzug in Zusammenhang gebracht. Nach 200 Jahren gibt es wieder einen „Peter dem Mynnhauser“, der Richter in Vohburg war; er ist 1402 auch in den Oberbayerischen Landtafeln eingetragen. 1413 tritt ein „Thoman der Minhauser“ auf, der 1416 Pfleger zu Reichertshofen ist. Der letzte dieser „Minhauser“ ist Augustin Minhauser zu Minhausen, der zwischen 1454 und 1478 als Taidinger, Tradent und Siegler auftritt.
Die Hofmark kommt dann an Hans Hinzenhauser († 1521), dann an Friedrich Hinzenhauser († 1534). Über seine verwitwete Tochter Anna Huettinger kommt die Hofmark 1543 auf dem Kaufweg an Hans Dietrich Reisacher und 1554 an die Seiboldsdorfer. Ein Hans Dieter Reitmor, aus Deutenhofen stammend, hat die Hofmark kurz besessen und bereits 1560 an Hans Bernhard Rehlinger aus Augsburg verkauft, der auch Schloss Aigelsbach erworben hatte. 1601 gehen beide Hofmarken wieder zurück an die Reitmor (Reitmayr) und vor 1640 an Heinrich von Großschedel, den Salzmaier zu Traunstein. Ihm folgen Hans Paul Großschedel und ab 1665 sein Bruder Timotheus, der das Mayerhaus erbaut hat. Danach ist noch ein Philipp Anton Großschedel genannt, der 1706 und 1719 als Pfleger zu Landau siegelt. Am 4. Juli 1769 verkauft dieser Berghausen und Aigelsbach an die Alte Kapelle, die noch 1840 als Eigentümer eingetragen ist.